# Thomas Beer (Radsportler)
Thomas Beer (* 24. April 1964) ist ein ehemaliger deutscher Radsportler.

## Werdegang
Der Diplomingenieur (EDV) Thomas Beer ist Zerebralparetiker und Radsportler. Mit der Deutschen Behinderten-Radsport-Nationalmannschaft nahm er an internationalen Wettbewerben teil. 1990 wurde er bei den Weltmeisterschaften vierfacher Weltmeister im Behinderten-Radsport.
Im Jahr 1992 nahm er mit der Deutschen Behinderten-Nationalmannschaft an den Paralympischen Sommerspielen in Barcelona teil, bei denen er im Rennen über 5 Kilometer Erster wurde.
Beer nahm danach auch noch an den Weltmeisterschaften im Behindertenradsport 1995, 1996 und 1998 teil, bei denen er 1995 und 1996 jeweils Vizeweltmeister wurde, während er 1998 einmal einen 3. Platz erreichte.
Für den Gewinn der Goldmedaille 1992 bei den Paralympischen Sommerspielen in Barcelona zeichnete Bundespräsident Richard von Weizsäcker Thomas Beer am 13. Juni 1993 mit dem Silbernen Lorbeerblatt aus.